# Exxon Valdez-miljökatastrofen

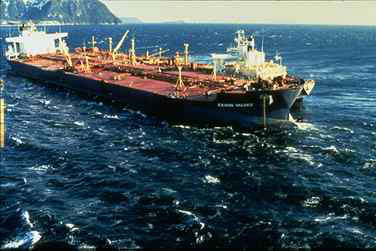
Oljetankern Exxon Valdez på grund på Bligh Reef i mars 1989.

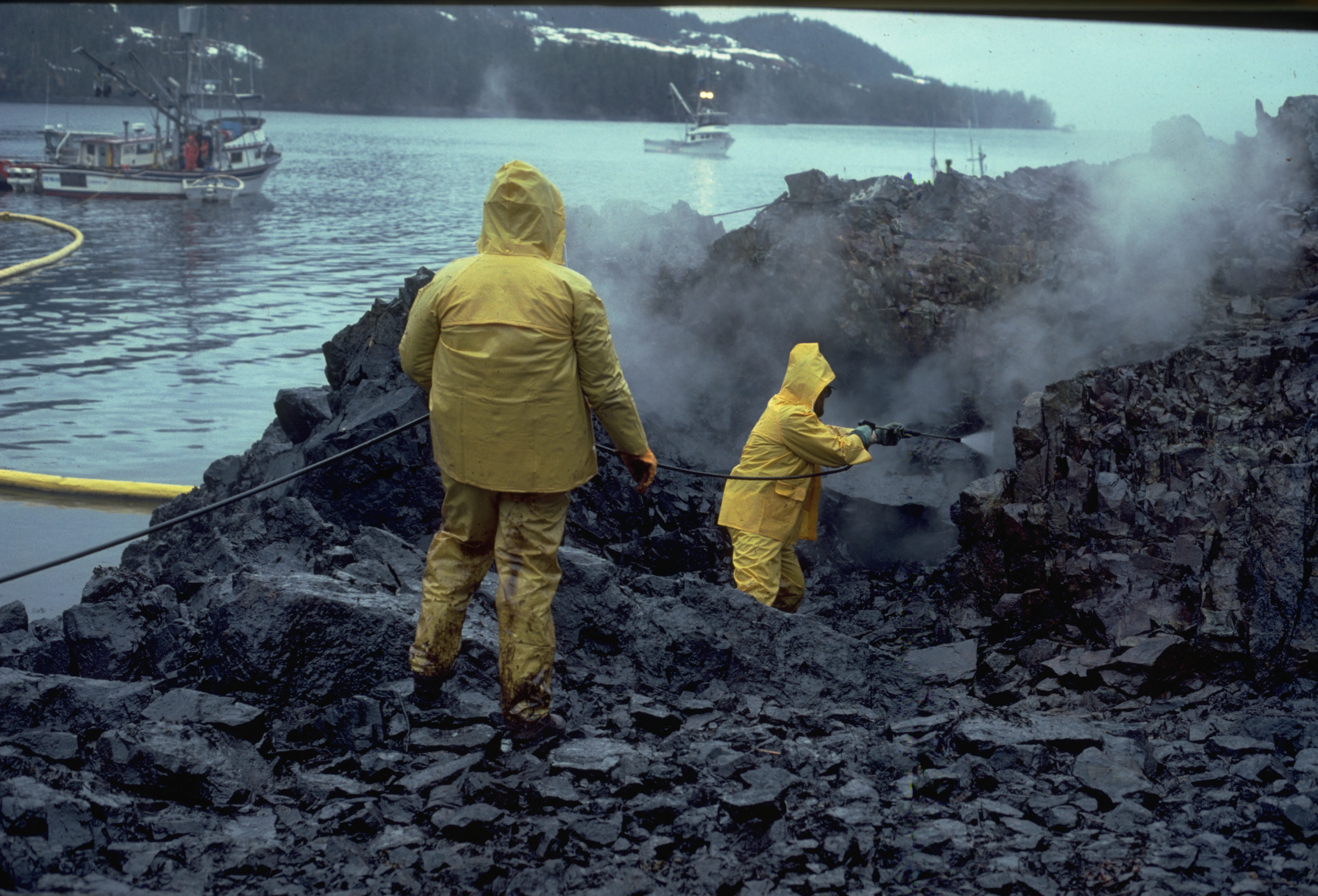
Saneringsarbete efter katastrofen.

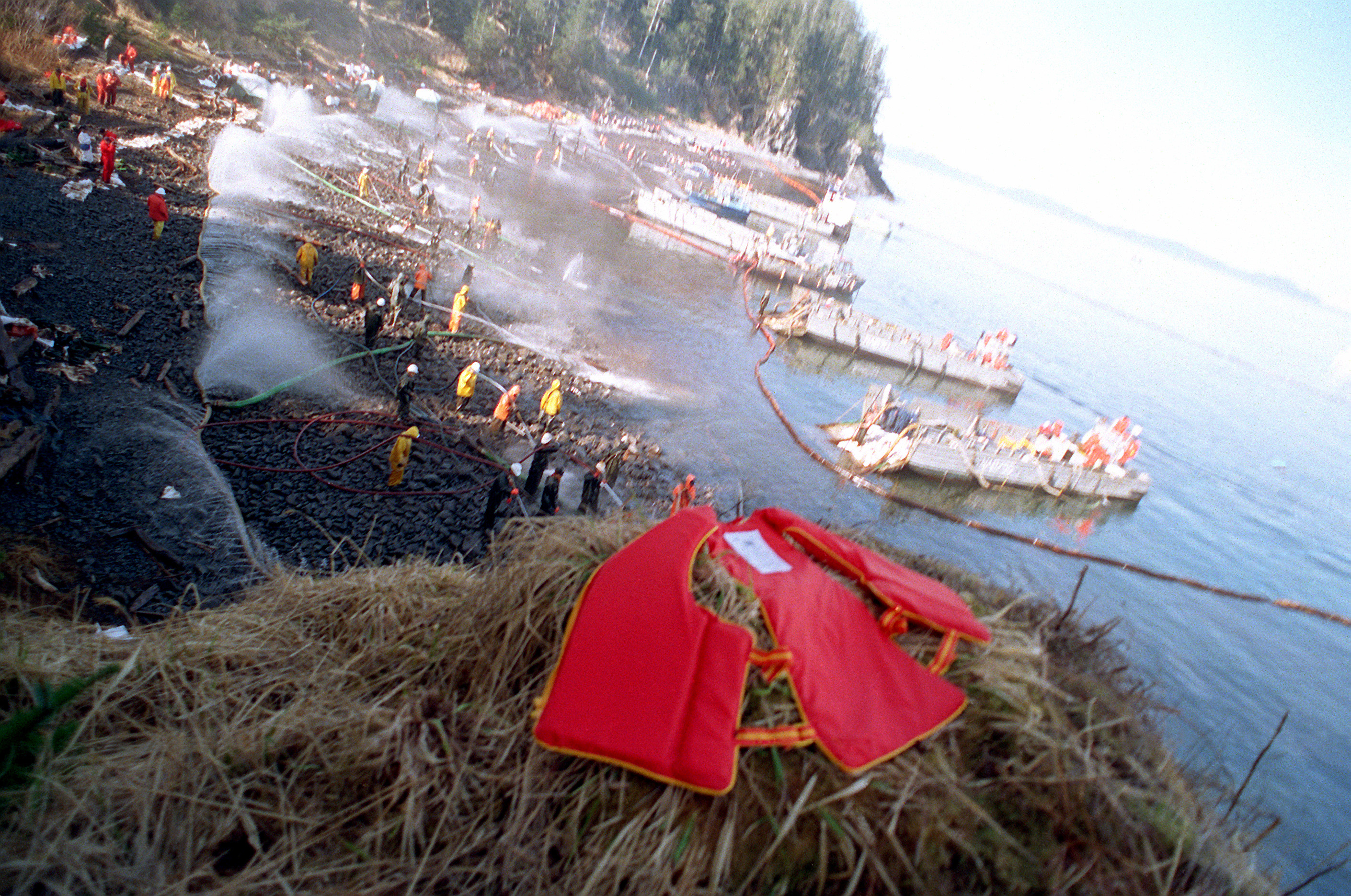
Saneringsarbete på Smith Island (11 maj 1989).

Exxon Valdez var det ursprungliga namnet på en oljetanker ägd av Exxon Corporation, vilken sjösattes den 14 oktober 1986 och grundstötte utanför Alaskas kust den 24 mars 1989. Grundstötningen skedde vid Bligh Reef i Prince William Sound. Olyckan orsakade att cirka 42 000 kubikmeter råolja läckte ut. Man räknar med att endast 5% av oljan fångades upp vid saneringsarbetet som pågick under flera år. Utsläppet var därmed ett av de allvarligaste någonsin. Befälhavaren för fartyget blev anklagad för att vid tidpunkten för grundstötningen vara påverkad av alkohol, något som han senare blev friad för i domstol. Kaptenens namn var Joseph Hazelwood. Katastrofen som drabbade Alaskas sydkust gav efterverkningar som fortfarande inte läkt. Bland de omedelbara offren fanns enligt beräkningar:
- 250 000 sjöfåglar
- 2 800 havsuttrar
- 300 sälar
- 250 vithövdade havsörnar
- omkring 22 späckhuggare

Antalet laxar och andra fiskar som dog är omöjligt att beräkna, liksom även växter och alger.
Tankern reparerades efter olyckan och fick därefter det nya namnet SeaRiver Mediterranean, och dyker upp i en cameo-sekvens i Kevin Costners påkostade postapokalyptiska film Waterworld (1995). Exxon har lyckats utverka att tankern återigen får trafikera rutten till Valdez-terminalen. Exxon, ett av världens största företag, har fått betala två miljarder USD i kostnader för oljesanering och 50 miljoner USD i skadestånd, det mesta finansierat med försäkringspengar. 2008 satte Högsta domstolen ner skadeståndet till 580 miljoner usd.
Chugach, en indianstam i området vilken levde på jakt och fiske, försattes 1991 i konkurs sedan deras uppehälle försvunnit som ett resultat av katastrofen. Sillfisket som före katastrofen sysselsatte hundratals människor och försörjde än fler, har i och med katastrofen helt dött ut.